# Hylas

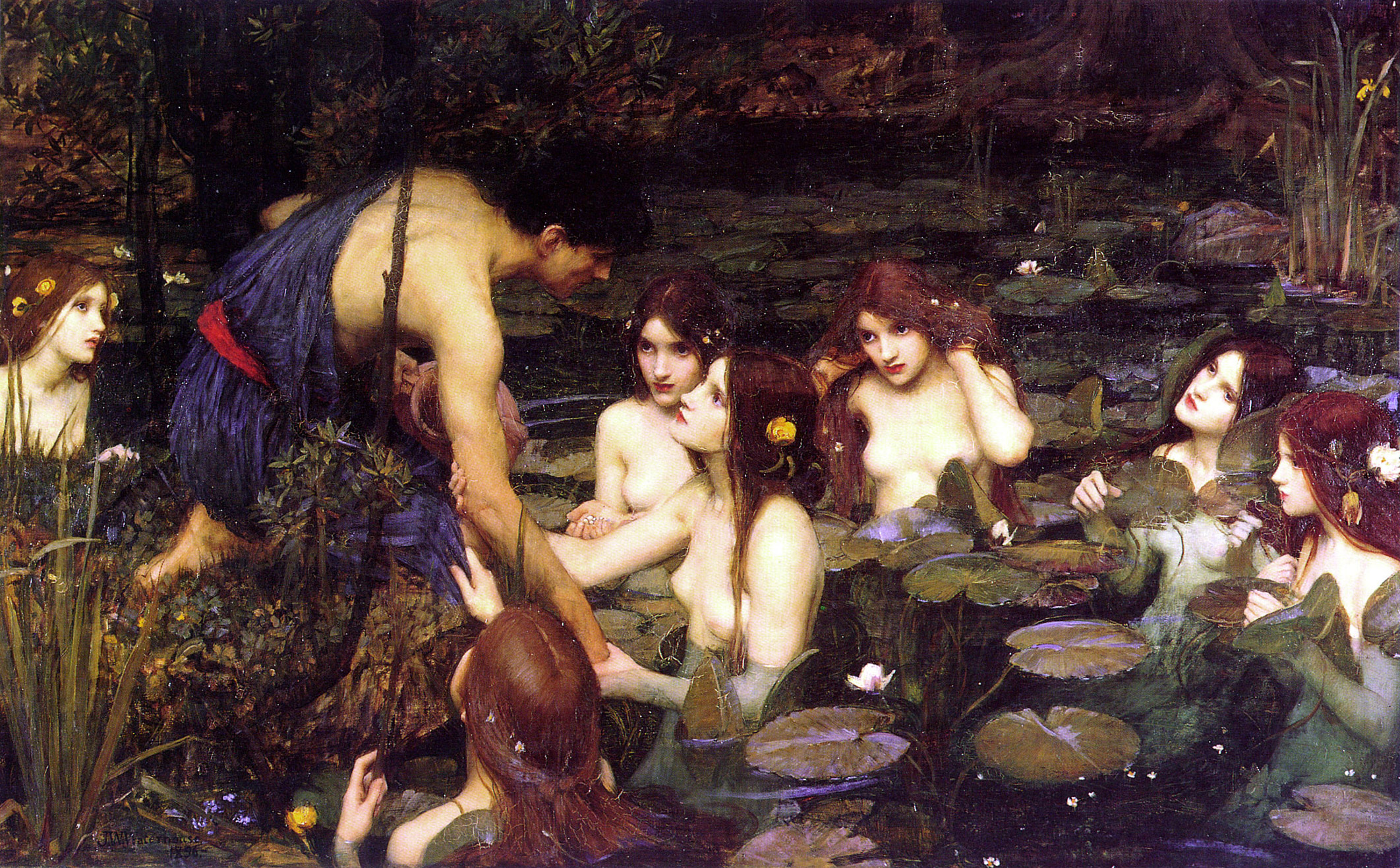
Hylas and the nymphs, door John William Waterhouse (1896)

Hylas (Oudgrieks: Ὕλας) is een figuur uit de Griekse mythologie. Hij was de jonge en zeer mooie knecht en geliefde van Herakles. Samen gingen ze mee met de Argonauten, op zoek naar het Gulden vlies. Tijdens de reis verdween Hylas doordat hij door nimfen het water werd ingelokt.
Over de afkomst van Hylas bestaan tegenstrijdige verhalen. Zo zou hij de zoon van de Dryopse koning Theiodamas zijn. Een andere bron zegt dat Hylas voortkwam uit een relatie tussen Herakles en de nimf Melite.